# Georges Sylvain
Pour les articles homonymes, voir Sylvain.
Georges Sylvain (né à Puerto Plata le 2 avril 1866 en République dominicaine et mort à Port-au-Prince le 2 août 1925) est un écrivain, poète, avocat et diplomate haïtien.

## Biographie
Il fit des études primaires chez les Frères de l'Instruction Chrétienne de Port-de-Paix, ensuite au Collège Saint-Martial de Port-au-Prince et au Collège Stanislas de Paris. Il étudia les sciences juridiques à Paris et obtint sa licence de droit, puis retourna à Haïti, où il fonda une école de droit. Au cours d'une tournée de conférence à Jérémie, il fit la découverte du jeune Etzer Vilaire. Georges Sylvain l' encourage à publier, à réunir ses œuvres en bouquin. 
Haut fonctionnaire, il fut ministre plénipotentiaire de la République d'Haïti à Paris de 1909 à 1911. Toutefois, il publia en 1901 un recueil de vers en français Confidences et Mélancolies et Cric-Crac, un livre de fables en créole haïtien. Il a collaboré aux revues " La Ronde, Haïti Littéraire et Sociale, Haïti Littéraire et Scientifique". Georges Sylvain fonda l'École de droit, la Société de législation et l'Alliance française en Haïti. 
Georges Sylvain fonda un journal politique, La Patrie, puis un autre, en 1922, l'Union patriotique. Il côtoya également les milieux littéraires du pays, et fit partie du groupe nommé La Ronde, qui regroupait les écrivains haïtiens opposés à l'occupation de leur pays par les forces américaines, débarquées sur leur sol en 1915.
Il est le père de Suzanne Comhaire-Sylvain, Yvonne Sylvain et Madeleine Sylvain-Bouchereau.

## Œuvres
- Cric ? crac ?  fables de la fontaine(en créole et en français)racontées par un montagnard haïtien, 1901,ce texte regroupe environ trente deux fables racontées a la vieille manière haïtienne , quoique c'est donc une reproduction des fables de La Fontaine .Là-dessus , on retrouve des fables redigées en créole et en français. Ce qui porte une marque d'originalitė. Port-au-Prince : Mme Georges Sylvain, 1929 ; Nendelin : Kraus Reprint, 1971 ; Port-au-Prince : FOKAL, 1999.
- Confidences et mélancolies: Ateliers Haïtiens, Paris 1901;Environ 29 pièce empreintes de mélancolie et sensibilité romantique.              Port-au-Prince : Imprimerie Henri Des champs, 1975 ; Port-au-Prince : Imprimerie Henri Des champs, 1979.
- Une collection de sa correspondance, de son journal intime, d'articles et de document inédits a été publiée en 2 volumes sous le titre : Dix années de lutte pour la liberté, 1915-1925 par Henri Deschamps.
- Coéditeur d'une anthropologie haïtienne publiée en 1904 sous le titre : Auteurs haïtiens. Morceaux choisis, prix Auguste-Furtado de l’Académie française en 1906 (avec Dantes Bellegarde, Amilcar Duval et Solon Menos).
- Lecture, recueil des causeries faites aux conférences post-scolaires du comité haïtien de l'Alliance française, Port-au-Prince : Imprimerie de l'Abeille, 1908.
- Le Thompsonisme : réponse aux dépêches fantaisistes de MM. Thompson et Goutier, agents diplomatiques des États-Unis, publiés sur le "Red Book" américain. Port-au-Prince : s.n., 1889.